# In a Little While
In a Little While – ballada rockowa irlandzkiej grupy U2, pochodząca z jej wydanego w 2000 roku albumu, All That You Can’t Leave Behind.
Bono powiedział, iż piosenka stała się gospelowym utworem, kiedy dowiedział się, że Joey Ramone, ikoniczny wokalista punkowego zespołu The Ramones, słuchał „In a Little While”, gdy umierał.
Jeden z remiksów piosenki stworzył DJ Nightmares on Wax. Wersja ta ukazała się jednak wyłącznie na kompilacyjnym albumie The Best of Café del Mar.
Covery piosenki były regularnie wykonywane przez zespół Hanson, podczas jego trasy koncertowej Live & Electric. Wydali oni również swoją wersję „In a Little While” na płycie The Best of Hanson: Live & Electric.

## Wykonania koncertowe
Piosenka była grana podczas ponad połowy koncertów trasy Elevation Tour. Utwór był wykonywany podczas większości występów pierwszego etapu, około połowy drugiego i żadnego koncertu trzeciego etapu tej trasy.
Na koncertowym wydawnictwie grupy, Elevation: Live from Boston, Bono odniósł się do „In a Little While”, mówiąc, że utwór był ostatnim, który Joey Ramone wysłuchał na łożu śmierci. Powiedział także, iż jest zaszczycony tym, że jeden z jego ulubionych muzyków, był wielbicielem twórczości U2.
Brandon Flowers zaśpiewał z Bono piosenkę podczas koncertu grupy w Las Vegas w 2006 roku. Był to jeden z zaledwie dwóch występów U2 trasy Vertigo Tour, podczas których zespół wykonał utwór. Mimo to, grupa niemal czterdzieści razy zagrała fragment „In a Little While” w trakcie wykonywania piosenki „I Still Haven’t Found What I’m Looking For”.